# Tirico
Il Tirico è un fiume di 8 km di Ovodda (NU).

## Corso del fiume
Il fiume nasce nella provincia di Nuoro e sfocia nel fiume Tino.